# Ducato di San Biagio
Il ducato di San Biagio è stato un feudo del Regno di Sicilia sorto nel XVII secolo comprendente le terre circostanti l'attuale comune di San Biagio Platani, in provincia di Agrigento.
Il Ducato, che comprendeva oltre alle Terre di San Biagio anche quelle di Gialdonieri, Mandralia e Ragattano, è stato istituito nel 1666 a partire dalla omonima Baronia, dopo che, grazie ad una apposita licenza (la licentia populandi del 1635) si poté procedere alla popolazione del feudo ed alla creazione del centro urbano. La concessione della licentia populandi era legata ad una elevazione dello stesso feudo ad un rango superiore nella gerarchia feudale, pertanto la Baronia di San Biagio divenne un Ducato e di conseguenza il Barone, Don Diego Ioppolo Sidoti, divenne il primo Duca di San Biagio.

## Duchi di San Biagio
- 1666-1687 Diego Ioppolo Sidoti
- 1687-1690 Antonino Giuseppe Ioppolo
- 1690-1716 Pietro Ioppolo Gianguercio
- 1716-1733 Ludovico Ioppolo Spatafora
- 1733-1769 Ludovico Ioppolo Pescatore
- 1769-1810 Agesilao Bonanno Ioppolo
- 1810-1812 Agesilao Gioeni Bonanno